# Густав Носке
Густав Носке (нім. Gustav Noske; 9 липня 1868, Бранденбург-на-Хафелі — 30 листопада 1946, Ганновер) — німецький політик, соціал-демократ (в партії примикав до вкрай правого крила).

## Біографія
М'ясник за професією. З 1906 року депутат Рейхстагу від Хемница. У роки Першої світової війни (1914—1918) стояв на соціал-шовіністичних позиціях.

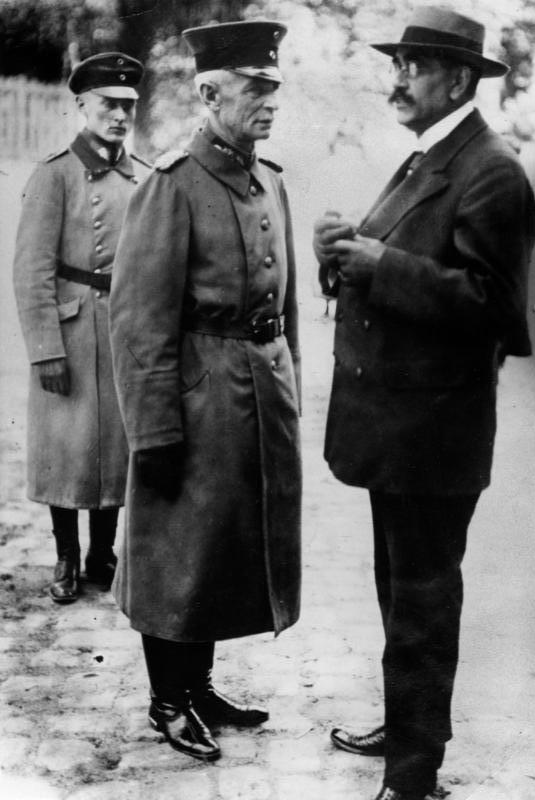
Густав Носке (попереду, праворуч) та Вальтер фон Лютвіц. 1920

Рейхсміністр оборони Німеччини в 1919-1920 роках. На початку 1919 року загони націоналістичного фрайкора під керівництвом Носке жорстоко придушили виступи німецьких комуністів і вкрай лівих соціал-демократів, які мали намір проголосити радянську владу. З цього приводу Носке вимовив фразу, яка пізніше стане крилатою: «Мабуть, хтось же повинен бути кривавою собакою. Я не боюсь відповідальності» (нім. Meinetwegen! Einer muss der Bluthund werden, ich scheue die Verantwortung nicht). Пізніше спробував розпустити формування фрайкора, насамперед сумнозвісну морську бригаду Ергардта, що послугувало приводом для каппського заколоту, однак займав при цьому настільки ліберальну позицію щодо путчистів, що рейхспрезидент Фрідріх Еберт був змушений відправити його у відставку.
В 1933 був звільнений нацистами з посади верховного президента Ганновера (обіймав цю посаду з 1920 року). В 1944, коли розгорнулися переслідування у зв'язку з невдалим замахом на Гітлера, був заарештований і відправлений до концентраційного табору в Фюрстенберзі-на-Хафелі.
Після війни нові керівники СДПН дали Носке зрозуміти, що його повернення в політику небажане.